# Домолазов, Степан Васильевич
Степан Васильевич Домолазов (1885—1938) — кавалер трёх орденов Красного Знамени до учреждения ордена Ленина.

## Биография
Степан Домолазов родился в селе Албай (по другим данным — Средние Арнаши) Мамадышского уезда Казанской губернии (ныне — Мамадышский район Татарстана). Работал в личном хозяйстве и по найму. Окончил Центральную кряшенскую учительскую школу. В 1918 году добровольно пошёл на службу в Рабоче-крестьянскую Красную Армию. Принимал активное участие в Гражданской войне, командовал 39-м стрелковым полком. Неоднократно отличался в боях, был трижды награждён орденами Красного Знамени РСФСР (Приказ Революционного военного совета Республики № 41 в 1921 году, Приказ Революционного военного совета РСФСР № 63 в 1925 году, …) Был прозван «Албаевским Чапаевым». За время Гражданской войны шестнадцать раз был ранен.
После окончания войны продолжал службу в Рабоче-крестьянской Красной Армии. В 1925 году Домолазов окончил Военную академию РККА (ныне — Военная академия имени М. В. Фрунзе). Служил начальником 21-х Казанских командных курсов РККА, до 1925 года был военным комиссаром Татарской Автономной Советской Социалистической Республики, затем — помощник командира 30-й стрелковой дивизии, на службе в штабе Приволжского военного округа. В 1930 году уволился из рядов вооружённых сил.
Проживал в городе Горький (ныне — Нижний Новгород). В 1930-х годах работал военным руководителем Татарского коммунистического университета, военным руководителем Нижегородского краевого отделения «Осоавиахима», начальником охраны «Нижпищепрома», директором Горьковской ватной фабрики «Красный партизан», начальником военизированной охраны Нижневолжского управления водного транспорта.
29 апреля 1937 года Степан Васильевич Домолазов был арестован органами НКВД СССР по обвинению в измене Родине. В частности, в обвинительном заключении было заявлено, что Домолазов «являлся участником контрреволюционной организации правых, существовавшей в Горьковской области и подготавливал террористический акт над председателем Горьковского облисполкома». 30 января 1938 года Военная коллегия Верховного Суда СССР признала его виновным в инкриминируемых преступлениях и приговорила к высшей мере наказания — смертной казни. В тот же день приговор был приведён в исполнение.
8 февраля 1956 года решением Военной коллегии Верховного Суда СССР было признано, что материалы обвинения, на которых основывалось дело против Домолазов, не соответствовали действительности, и в связи с этим Домолазов был посмертно реабилитирован.
В честь Домолазова названа улица в селе Албай.

## Награды
- Три ордена Красного Знамени (5.02.1921, 26.01.1925, …[4][5]